# Ander Lafuente Aguado
Ander Lafuente Aguado (Santurtzi, 18 februari 1983) is een gewezen Spaanse middenvelder. 
Hij heeft de jeugdreeksen van Athletic Club de Bilbao doorlopen en debuteerde in Tercera División met CD Baskonia, dat nauw samenwerkt met Athletic Club de Bilbao en als C ploeg wordt gezien. Tijdens het seizoen 2003-2004 deed hij de overstap naar de B ploeg, Bilbao Athletic, dat één reeks hoger uitkomt in de Segunda División B, waarvoor hij in totaal 2 seizoenen speelde. Daarna deed hij tijdens het seizoen 2005-2006 de overstap naar reeksgenoot FC Cartagena en speelde gedurende drie seizoenen voor deze club. Het eerste seizoen is het meest succesvolle met de kampioenstitel. De daaropvolgende eindronde werd echter verloren waardoor de promotie uitbleef.
Na twee minder succesvolle seizoenen, zocht hij zijn geluk bij reeksgenoot Granada 74 CF, dat net degradeerde. Ook daar kende hij een ongelukkig seizoen met degradatie en opdoeking van de club wegens financiële redenen als gevolg.
Daarom keerde hij terug naar het net naar Segunda División A gepromoveerde FC Cartagena.  Daar werd hij een van de smaakmakers van de ploeg.  Het eerste seizoen 2010-2011 werd een groot succes met lange tijd uitzicht naar promotie naar het hoogste niveau van het Spaanse voetbal, maar vanaf het tweede seizoen met een twaalfde plaats werd de neergang ingezet die tijdens het derde seizoen op 22 mei 2012 zijn dieptepunt kende met de degradatie.  Dit viel ongelukkigerwijze samen met zijn tweehonderdse wedstrijd voor de kustploeg tegen Córdoba CF.
Het werd onmiddellijk duidelijk dat hij de kustploeg niet zou volgen en daarom tekende hij voor het seizoen 2012-2013 voor het net naar Segunda División A gepromoveerde SD Ponferradina. Zonder een echte basisplaats af te dwingen, had hij zijn positieve inbreng in de redding van de club.
Vanaf het seizoen 2013-2014 zette hij een stapje achteruit met zijn overgang naar Racing Santander, een ploeg die op twee seizoenen gedegradeerd was van de Primera División naar de Segunda División B. De eerste stap van de terugkeer werd tijdens dit seizoen gezet.  De ploeg eindigde eerste in zijn groep en kon in de play off de promotie afdwingen.  Omdat Lafuente een van de belangrijkste spelers was, werd zijn contract verlengd en wat een terugkeer naar de Segunda División A zou inhouden.  Na de voorbereiding bleek echter dat hij niet paste in het project voor het seizoen 2014-2015 en tekende hij einde augustus bij Sestao River Club, een ploeg uit de Segunda División B.  Daar zou hij nog twee seizoenen spelen, waarna hij zijn professionele carrière beëindigde.